# Tujmazy
Tujmazy (ros. Туймазы, baszk. Туймазы / Tuymazı) – miasto w Rosji (Baszkiria), nad rzeką Useń.

## Gospodarka
W mieście rozwinął się przemysł maszynowy, materiałów budowlanych oraz szklarski.

## Demografia
- 2006 – 66 300
- 2020 – 68 246

## Nauka i oświata
W mieście znajduje się filia Ufijskiego Państwowego Lotniczego Uniwersytetu Technicznego.